# دهه ۱۷۲۰ (میلادی)

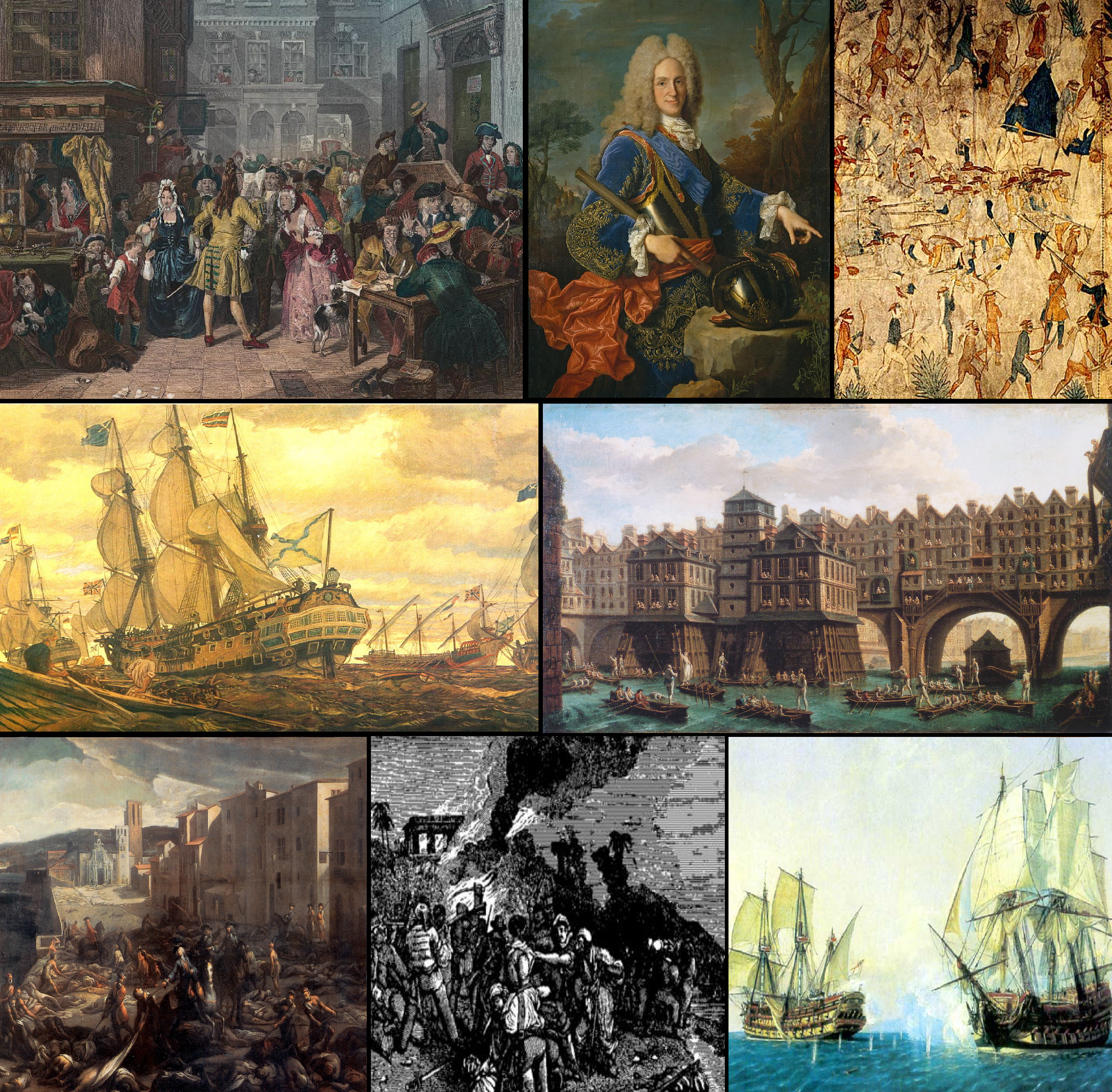

دهه ۱۷۲۰ (میلادی) صد و هفتاد و دومین دهه تقویم میلادی است.

## مناسبت‌ها
==رویدادها==سقوط سلسله صفوی در ایران توسط محمود افغان و آغاز هرج و مرج های داخلی ایران_۱۷۲۲میلادی

## درگذشتگان
‎